# Nikmob
Nikmob este o companie producătoare de mobilă din Nehoiu, județul Buzău.
Firma a fost înființată în 1999, prin privatizarea Mobineh Nehoiu.
Structura acționariatului se împarte între administratorul unic, Nicolae Borsos, care deține pachetul majoritar de 96%, și alți 420 de angajați, cu o participație de 4%.
Număr de angajați în 2005: 870 
Cifra de afaceri în 2009: 10 miioane euro 